# Василівський район
Василівський район (Василівщина) — район Запорізької області в Україні, утворений 2020 року. Адміністративний центр — місто Василівка.
Станом на 2022 року територія району частково окупована Росією внаслідок її збройного вторгнення.
30 вересня Російська Федерація оголосила про анексію цієї області, хоча контролює її лише частково і так і не спромоглася оволодіти всією територією району.

## Історія
Район створено відповідно до постанови Верховної Ради України № 807-IX від 17 липня 2020 року. До його складу увійшли: Енергодарська, Василівська, Дніпрорудненська, Кам'янсько-Дніпровська міські, Степногірська, Михайлівська селищні, Малобілозерська, Великобілозерська, Роздольська, Благовіщенська, Водянська сільські територіальні громади.
Раніше територія району входила до складу Василівського (1923—2020), Кам'янсько-Дніпровського, Михайлівського, Великобілозерського районів, ліквідованих тією ж постановою.

## Передісторія земель району
Історія територій колишнього Василівського району
Василівський район засновано в 1923 році. Адміністративним центром району стало село Василівка.
По характеру місцевості район ділиться на три частини: західна частина з рівнинним рельєфом місцевості, східна частина району відрізняється від західної великою балкою, яка бере початок у с. Бурчак Михайлівського району і впадає в плавні, по цій балці було розташоване село Василівка.
У 1775 році після ліквідації Запорізької Січі почався процес розподілу Запорізьких земель у власність поміщикам.
Одним з перших в черзі на нові землі, особливо ті, що знаходились на колишній татарській території нижче річки Конки, був Василь Степанович Попов — правитель канцелярії Г. А. Потьомкіна.
У 1770 році В. С. Попов отримав землі, які були розмежовані, видана межова книга і план. Всього Попов отримав 43 тисячі десятин землі. Запорізькі поселення, які тепер опинилися на землях Попова, перетворилися в слободи і поселення. Так, на ім'я власника з'являється слобода Василівка, поселення Янчекрак, Карачекрак, Скельки, Маячки, далі Еристівка та інші.
З 1791 року в слободі Василівка почалось активне будівництво.
У 1796 році після смерті Катерини II і приходом на престол імператора Павла I, В. С. Попов направився у 1799 році у свій маєток.
З кінця XVIII століття Василівка починає розростатися.
У 1831 році, як центр управління всіма землями Попових, Василівка переведена в розряд містечок.
У 1874 році, з відкриттям Лозово-Севастопольської залізниці, яка пройшла через Василівку, і появленням станції «Попово», товарність і прибуток маєтку значно збільшилися.
Після Жовтневої революції 1917 року в Україні була проведена територіально-адміністративна реформа.
Відповідно постанови ВЦЦИК від 7 березня 1923 року у склад Запорізького округа, окрім інших районів, увійшов і Василівський район.
Василівський район створений 1923 року у складі Запорізької округи Катеринославської губернії.
10 січня 1939 року Василівський район переданий з Дніпропетровської області до Запорізької області.
У 1941-43 роках Василівський район входив до Гальбштадтського повіту Дніпропетровського генерального округу.

Історія территорій колишнього Кам'янсько-Дніпровського району
Кам'янський район створений 7 березня 1923 року у Запорізькій окрузі Катеринославської губернії. З 1925 зі скасуванням губерній належить тільки окрузі. З 1930 року у складі Дніпропетровської області. 10 січня 1939 року район переданий до складу Запорізької області. У 1941-43 роках територія району входила до Кам'янсько-Дніпровської округи Дніпропетровського генерального округу.

Історія территорій колишнього Великобілозерського району
У 1736 році під час походу на Крим фельдмаршала Мініха запорозькі козаки збудували й утримували форт при переправі через річку Білозерку. У 1778 році тут оселилися 30 родин державних селян-переселенців з Чернігівщини й Полтавщини. Так було засновано майбутній районний центр. Проте люди в цих місцях жили від ІІІ тисячоліття до Різдва Христового. У курганах Цимбалка, Орел, Чмирева могила та інших відкрито багаті скіфські поховання VIII–VII ст. до Різдва Христового з керамікою, зброєю, золотими прикрасами. Знайдено залишки поселень періоду Київської Русі.
1914 року у волосному селі вже було 2367 дворів, 4 церкви, два гончарно-цегляних заводики, амбулаторія, трактир. Велико-Білозерський район з'явився у 1923 році, але після адміністративної реформи 1962 року його приєднали спочатку до Василівського, а потім до Кам'янсько-Дніпровського району. У 1993 році район було відновлено, загальною площею 470 км². У районному центрі й селах, що входили до п'яти сільських рад, мешкало 9300 осіб.
3 лютого 1923 року утворений Великобілозерський район у Мелітопольській окрузі Катеринославської губернії. З 1930 року в складі Дніпропетровської області. 10 січня 1939 року Великобілозерський район переданий до складу Запорізької області.
У 1941—1943 роках територія Великобілозерський району входила до Кам'янсько-Дніпровського повіту Дніпропетровського генерального округу.
30 грудня 1962 року район ліквідований.
3 лютого 1993 року район поновлено.

Історія территорій колишнього Михайлівського району